# 石神町 (田原市)
石神町（いしがみちょう）は、愛知県田原市の地名。27の小字が設置されている。

## 地理
旧渥美郡渥美町北東部に位置する。東は伊川津町、北は福江湾に接する。南部に雨乞山がある。露地野菜および施設園芸による生産が盛んであり、地内には家畜団地も所在する。また、三河湾においてノリ養殖や貝類の採集など、漁業との兼業を行う農家もあるという。

### 字一覧
字名は以下の通りである。
| - 荒田（あらた） - 泉（いずみ） - 上ノ山（うえのやま） - 応（おう） - 沖田（おきだ） - 奥平野（おくひらの） - 奥山（おくやま） - 北屋敷（きたやしき） - 芸泉名（げいせんな） | - 山王田（さんのうでん） - 月ノ木（つきのき） - 外山（とやま） - 中瀬古（なかぜこ） - 中平野（なかひらの） - 梨木（なしのき） - 西上ノ山（にしうえのやま） - 西沖田（にしおきだ） - 西田（にしだ） | - 西中瀬古（にしなかぜこ） - 西原（にしはら） - 浜田（はまだ） - 原（はら） - 東沖田（ひがしおきだ） - 東瀬古（ひがしぜこ） - 宮ノ前（みやのまえ） - 向山（むかいやま） - 森下（もりした） |

## 歴史

### 地名の由来
地内に鎮座する雨乞神社の神体が石剣であることによる。また、鸚鵡石なる巨石があることによるとする説もある。

### 沿革
- 江戸時代 - 三河国渥美郡石神村として所在[7]。当初は天領であった[7]。
- 天和元年 - 志摩国鳥羽藩領に転じる[7]。
- 享保11年 - 再び天領となる[7]。
- 安永元年 - 遠江国相良藩領となる[7]。
- 天明2年 - 旗本本多氏の知行地となる[7]。
- 1889年（明治22年） - 合併に伴い、泉村大字石神となる[7]。
- 1955年（昭和30年） - 合併に伴い、渥美町大字石神となる[7]。
- 2005年（平成17年）10月1日 - 合併に伴い、田原市石神町となる。

## 世帯数と人口
2015年（平成27年）10月1日現在の世帯数と人口は以下の通りである。
| 町丁   | 世帯数  | 人口  |
| ------ | ------- | ----- |
| 石神町 | 117世帯 | 454人 |

### 人口の変遷
国勢調査による人口の推移
| 2005年（平成17年） | 415人 | [ 8 ] |  |
| 2010年（平成22年） | 473人 | [ 9 ] |  |
| 2015年（平成27年） | 454人 | [ 2 ] |  |

## 学区
市立小・中学校に通う場合、学区は以下の通りとなる。また、公立高等学校に通う場合の学区は以下の通りとなる。
| 番・番地等 | 小学校           | 中学校               | 高等学校 |
| ---------- | ---------------- | -------------------- | -------- |
| 全域       | 田原市立泉小学校 | 田原市立赤羽根中学校 | 三河学区 |

### 史跡
- 北屋敷貝塚（縄文時代中期）[7]

## 交通
- 国道259号（田原街道）[5]
- 愛知県道398号高松石神線

## 施設
- 雨乞神社[5]
- 神明社[5]
- 曹洞宗神照寺[5]
- 慈眼寺[5]

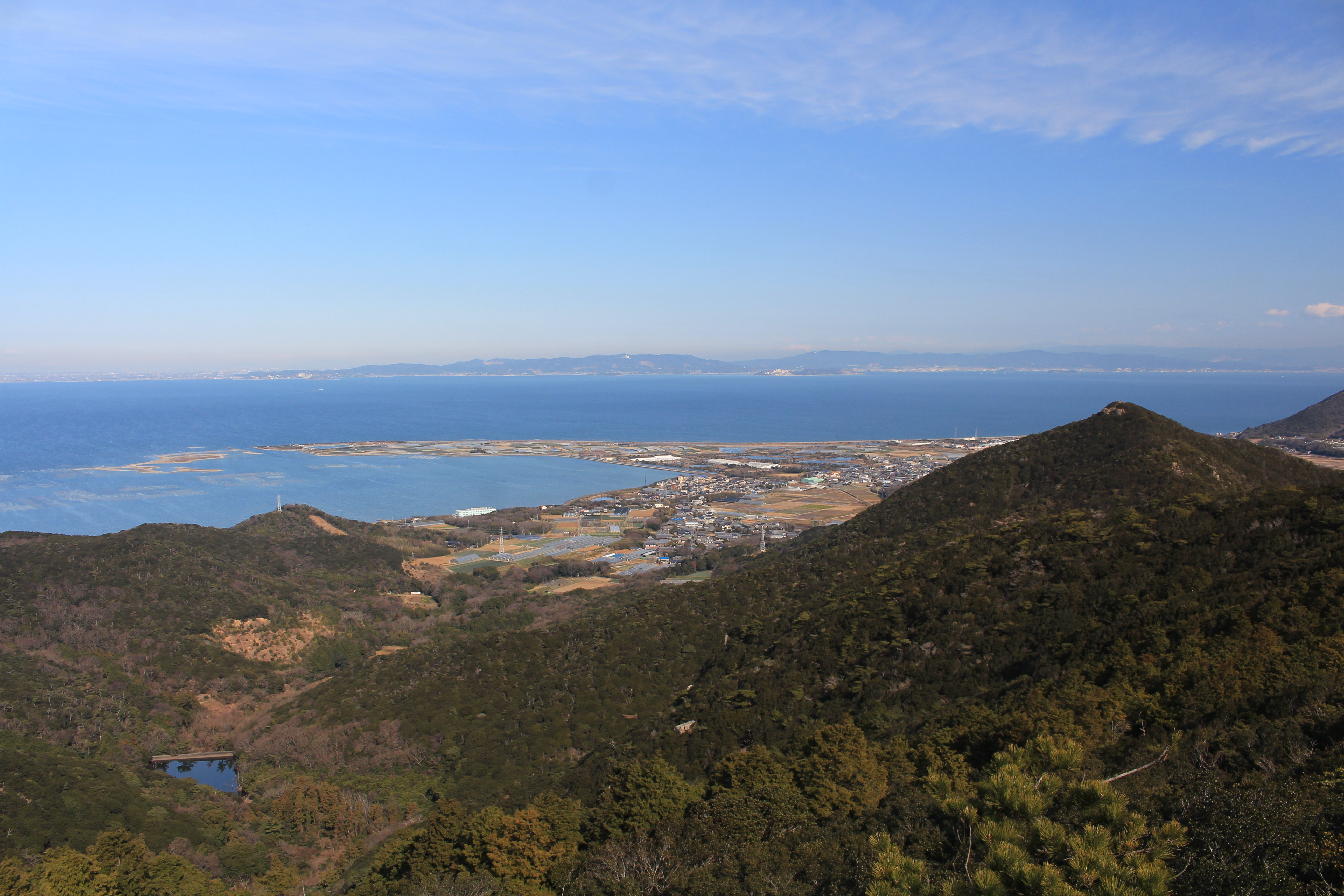
南西側の達麿岩から望む雨乞山と三河湾
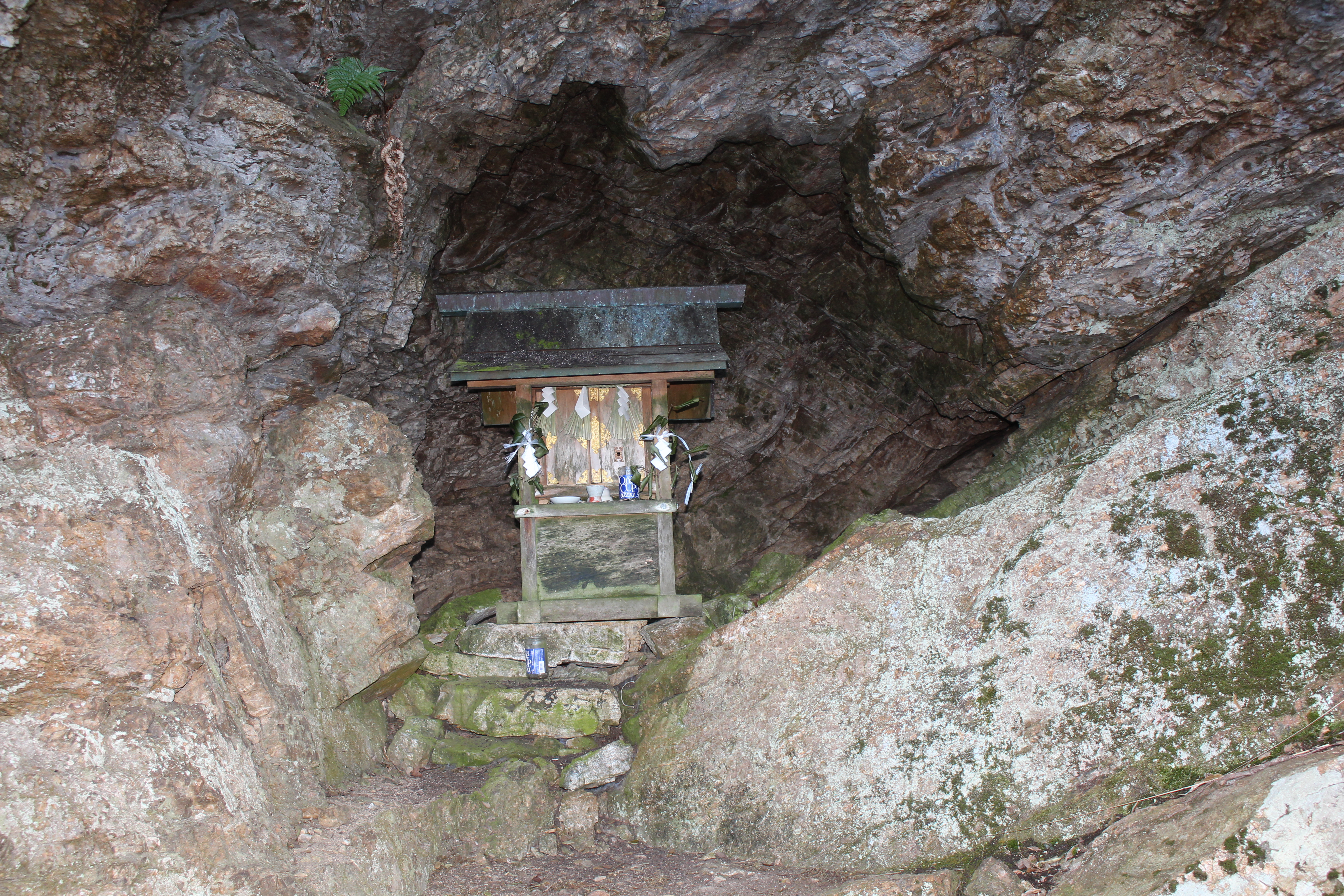
雨乞山の山頂部の岩屋に設置されている雨乞神社の祠

## その他

### 日本郵便
- 郵便番号 : 441-3611[3]（集配局：渥美郵便局[12]）。